# Łysostopek twardzioszkowaty

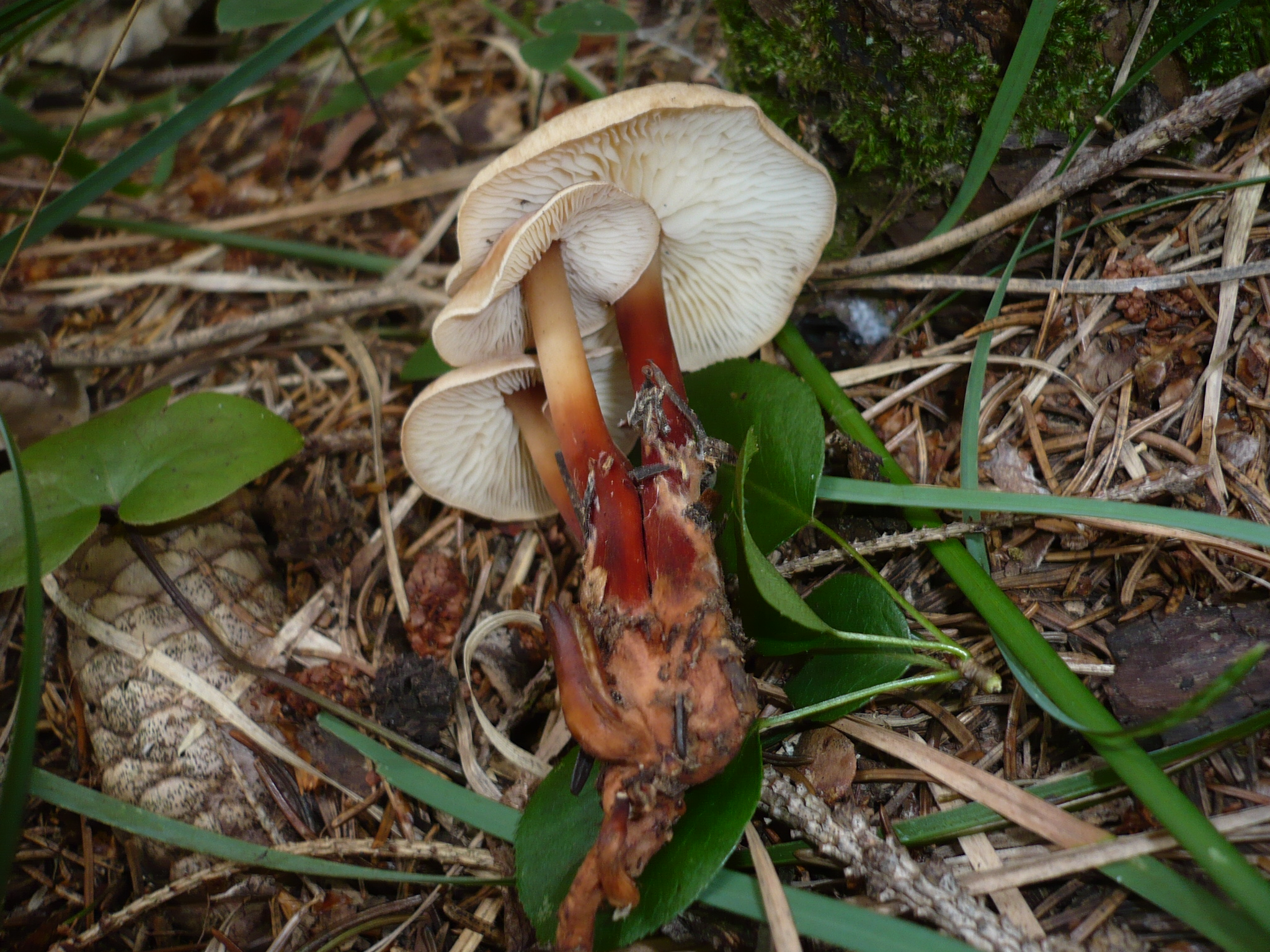

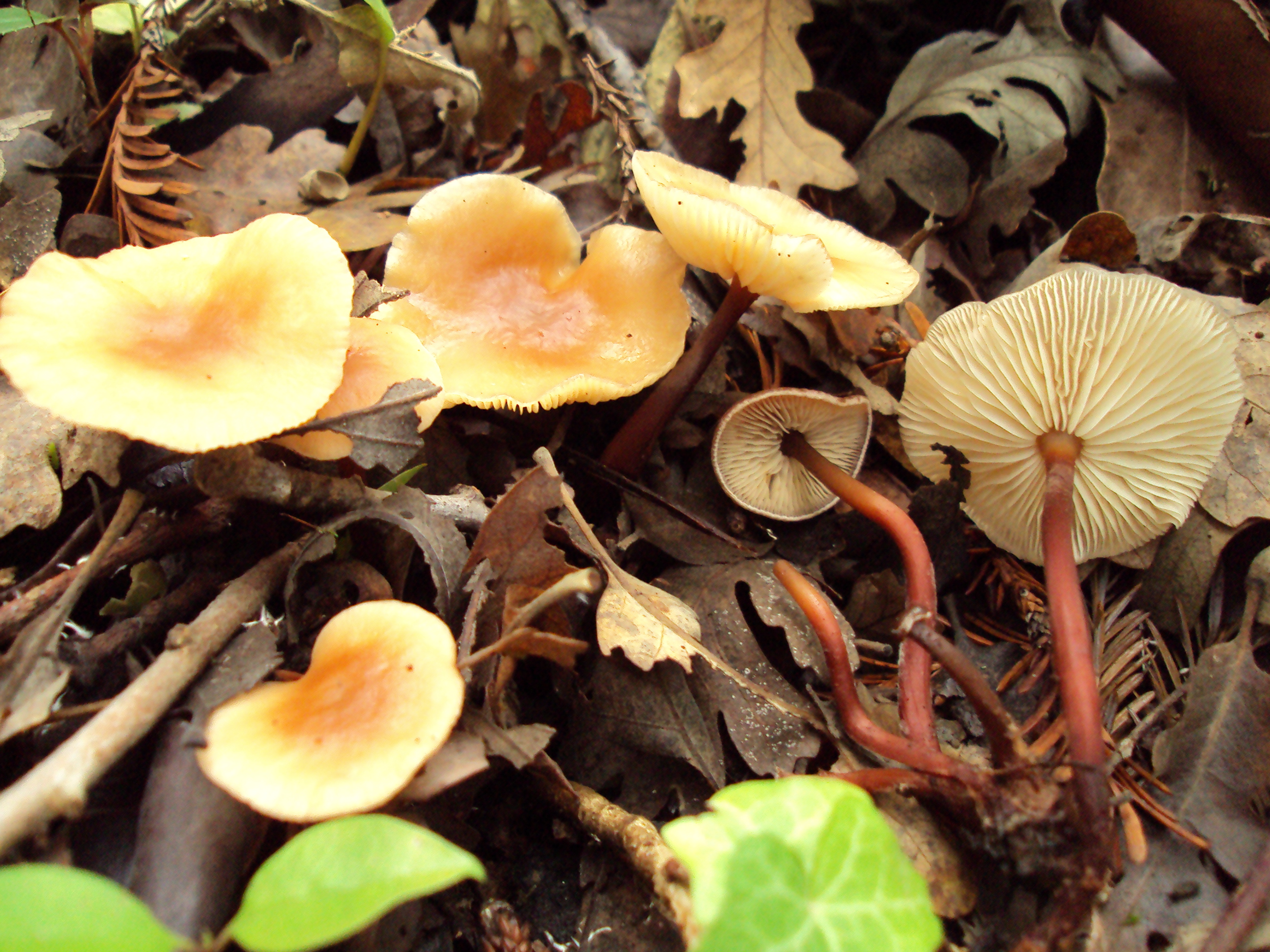

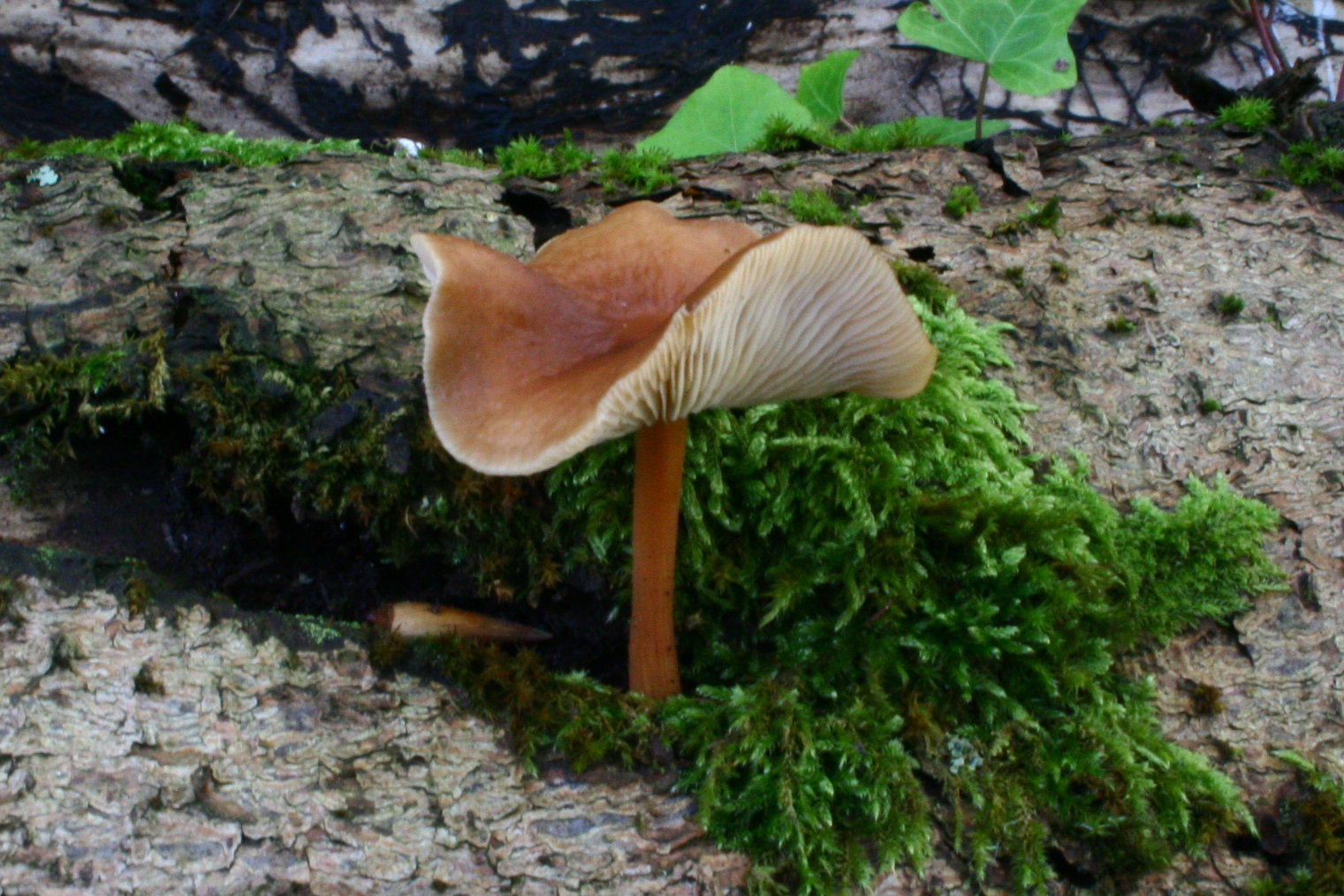

Łysostopek twardzioszkowaty (Gymnopus erythropus (Pers.) Antonín, Halling & Noordel.) – gatunek grzybów należący do rodziny Omphalotaceae.

## Systematyka i nazewnictwo
Pozycja w klasyfikacji według Index Fungorum: Gymnopus, Omphalotaceae, Agaricales, Agaricomycetidae, Agaricomycetes, Agaricomycotina, Basidiomycota, Fungi.
Po raz pierwszy takson ten zdiagnozował w 1801 r. Persoon, nadając mu nazwę Agaricus erythropus. Obecną, uznaną przez Index Fungorum nazwę nadali mu w 1997 r. Vladimír Antonín, Roy E. Halling i Machiel Evert Noordeloos, przenosząc go do rodzaju Gymnopus. Synonimy:

- Agaricus erythropus Pers. 1801
- Agaricus erythropus Pers. 1801 subsp. erythropus
- Agaricus marasmioides Britzelm. 1893
- Chamaeceras erythropus (Pers.) Kuntze 1898
- Collybia badia Bres. 1902
- Collybia bresadolae (Kühner & Romagn.) Singer 1962
- Collybia bresadolae Sacc. & D. Sacc. 1905
- Collybia erythropus (Pers.) P. Kumm. 1871
- Collybia kuehneriana Singer 1961
- Collybia marasmioides (Sacc.) Bresinsky & Stangl, 1970
- Marasmius bresadolae Kühner & Romagn. 1953
- Marasmius erythropus (Pers.) Quél. 1872
- Mycena marasmioides Sacc. 1895

Nazwę polską zaproponował Władysław Wojewoda w 2003 r.

## Morfologia
Kapelusz
O średnicy 1,5–4,5 cm, początkowo łukowaty, później rozpostarty z podwiniętym brzegiem, czasami z nieco wklęsłym środkiem. Skórka gładka i naga. Jest higrofaniczny; w stanie wilgotnym ma kolor od ochrowobrązowego do ochrowomięsistego i ma do połowy żłobiony kapelusz. Młode okazy czasami są czerwonobrązowe. W stanie suchym jest jaśniejszy; ma kolor od jasnoochrowego do kremowego i brzeg pofalowany.
Blaszki
Blaszki bardzo gęste, cienkie i kruche, początkowo białe, później ochrowokremowe.
Trzon
Wysokość 3–7 cm, grubość 0,2–0,5 cm. Jest walcowaty, wewnątrz pusty, sprężysty, czasami bocznie spłaszczony, prosty lub powyginany. Powierzchnia gładka, jedwabiście matowa, w kolorze od pomarańczowego do czerwonobrązowego, pod kapeluszem wyraźnie jaśniejszy.
Miąższ
Wodnisty, cienki, białawy, bez wyraźnego smaku i zapachu.
Gatunki podobne
- pieniążek kępkowy (Connopus acervatus) rosnący pod drzewami iglastymi.
- łysostopek wodnisty (Gymnopus aquosus). Ma jaśniejszy kapelusz i zgrubiały trzon u podstawy[4].

## Występowanie i siedlisko
Stanowiska tego gatunku opisano w Ameryce Północnej, Środkowej i Południowej, Europie i Australii. W Polsce nie jest rzadki, ale w Szwecji znajduje się na liście gatunków zagrożonych.
Saprotrof. Występuje w lasach liściastych i mieszanych, w parkach i ogrodach. Rośnie na rozkładającym się drewnie, często na drewnie zagrzebanym w ziemi, przy pniach, pniakach, korzeniach i gałęziach drzew, szczególnie pod bukiem, robinią, jaworem, kasztanowcem zwyczajnym, olszą szarą, sosną zwyczajną, dębem szypułkowym, cisem. Czasami rośnie na odpadkach organicznych. Owocniki wytwarza od maja do października.

## Znaczenie
Grzyb niejadalny.